# Eunidia rufa
Eunidia rufa es una especie de escarabajo longicornio del género Eunidia, categorizada en la tribu Eunidiini, de la subfamilia Lamiinae. Fue descrita por Aurivillius en 1921.

## Descripción
Mide 5 mm de longitud.

## Distribución
Se distribuye por Zimbabue.